# Rodney Anoa'i
Rodney Agatupu Anoa'i (San Francisco (Californië), 2 oktober 1966 - Liverpool, 23 oktober 2000), beter bekend als Yokozuna, was een Samoaans-Amerikaans professioneel worstelaar, die bekend was in de World Wrestling Federation (WWF).
De naam Yokozuna refereert aan de hoogste rang binnen het sumoworstelen en betekent "groot-kampioen".
Met zijn bijna 253 kg gewicht (maximaal gedurende zijn tijd bij WWF/WWE) was hij een van de zwaarste professionele worstelaars in de World Wrestling Federation (WWF).

## In worstelen
- Aanval en kenmerkende bewegingen
  - Banzai Drop (Second rope diving seated senton)
  - Corner splash
  - Cornered running butt bump
  - Lifting side slam
  - Running leg drop
  - Running splash
  - Savate kick
  - Side belly to belly suplex
  - Throat thrust
- Managers
  - Mr. Fuji
  - Jim Cornette

## Prestaties
- Universal Wrestling Association
  - UWA World Trios Championship (1 keer)
- World Wrestling Federation/WWE
  - WWF Championship (2 keer)
  - WWF Tag Team Championship (2 keer met Owen Hart)
  - Royal Rumble (1993)
  - WWE Hall of Fame (Class of 2012)